# Heiligkreuzsteinach
Heiligkreuzsteinach är en kommun och ort i Rhein-Neckar-Kreis i regionen Rhein-Neckar i Regierungsbezirk Karlsruhe i förbundslandet Baden-Württemberg i Tyskland.
Kommunen ingår i kommunalförbundet Schönau tillsammans med staden Schönau och kommunerna Heddesbach och Wilhelmsfeld.